# Stuart O'Grady
Stuart O'Grady (n. 6 august 1973, Adelaide, Australia de Sud, Australia) este un ciclist australian, medaliat olimpic. A participat la 6 ediții ale Jocurilor Olimpice (1992, 1996, 2000, 2004, 2008, 2012) în care a câștigat o medalie de aur și o medalie de bronz.